# Charles Mooney
Charles Michael Mooney (* 27. Januar 1951 in Washington, D.C.) ist ein ehemaliger US-amerikanischer Boxer im Bantamgewicht und aktueller Boxtrainer.

## Boxkarriere
Charles Mooney boxte für die Army und wurde dreifacher All-Army Champion und dreifacher Interservice Champion. Im Januar 1976 gewann er einen Länderkampf gegen Dawit Torosjan aus der Sowjetunion. Im Mai 1976 errang er die Silbermedaille bei den US-Meisterschaften in Las Vegas, als er erst im Finale gegen Bernard Taylor unterlegen war. Im Juni 1976 gewann er die nationale Olympiaqualifikation in Cincinnati und die Box-Offs in Burlington mit einem Sieg gegen Bernard Taylor.
Er nahm daraufhin mit nur 32 Kämpfen Erfahrung an den Olympischen Spielen 1976 in Montreal teil. Dort besiegte er den Marokkaner Mohamed Rais (5:0), den Spanier Juan Francisco Rodríguez (4:1), den Italiener Bernardo Onori (5:0), den Südkoreaner Hwang Chul-soon (3:2) und Wiktor Rybakow aus der Sowjetunion (4:1), ehe er erst im Finalkampf gegen den Nordkoreaner Gu Yong-ju (0:5) unterlag.

## Trainertätigkeit
Er war bereits 1977/78 All-Army Assistenztrainer sowie 1984 Trainer der US-Olympiamannschaft. Von 1992 bis 2008 betrieb er eine nach ihm benannte Boxakademie in Rockville, Maryland, und wurde anschließend Trainer in einem Boxclub in Boca Raton, Florida. Zudem war er bereits Trainer der US-Mannschaft Memphis Force aus der World Series of Boxing und des chinesischen Nationalteams. Im Profibereich trainiert er unter anderem Matwei Korobow.

## Weiteres
Charles Mooney trat erst 1992 aus der Army aus und arbeitete anschließend bis 2006 für das Reserve Officer Training Corps. Beim olympischen Fackellauf 1996 trug er die Fackel durch Washington, D.C.